# Jan Žalda
Jan Žalda (25. března 1895 Vídeň – 7. června 1944 Drážďany) byl český legionář, odbojář, úředník a bývalý starosta Soběslavi.

## Životopis
Jan Žalda se narodil 25. března 1895 ve Vídni. Mezi lety 1916 až 1920 sloužil v československé legii v Rusku. Jeho nejvyšší dosaženou hodností byla desátník.
Po návratu domů se stal starostou města Soběslavi. Po příchodů nacistů se přidal k místnímu odboji a později se stal řídícím mužem odbojové skupiny Vacek - Červinka.
Dne 3. února 1943 byl zatčen táborským gestapem. Postupně byl vězněn na Pankráci, Gollnowě a v Terezíně. V roce 1944 byl převezen do Drážďan, kde byl 7. června 1944 popraven. Bylo mu 49 let.